# Смерть Сократа
«Смерть Сократа» (фр. La Mort de Socrate) — картина, яку створив французький художник Жак-Луї Давід 1787 року.

## Звертання до драматичних сцен
Найкращі зразки живопису рококо дали Франція і Італія. У Франції засновниками рококо стають француз Антуан Ватто і італійка з Венеції Розальба Кар'єра. Пізніше справу продовжили Франсуа Буше, Жан-Оноре Фраґонар і декілька майстрів незрівнянно меншого обдарування.
Буше зробив вдалу кар'єру при королівському дворі, а його покровителькою стала сама маркіза де Помпадур, некоронована володарка Франції і офіційна фаворитка короля. Звернення до Буше було логічним, бо той мав славу, звання першого живописця короля, великі гроші, власний будинок на вул. Рішельє. Не дивно, що представники родини Бюрон зажадали, щоби все це з часом мав і їх племінник, якщо пощастить. Але старий Буше відхилив пропозиції і порадив навчати здібного юнака у свого учня — художника В'єна. Жозеф Марі В'єн (1716–1809) і стане першим академічним вихователем Жака-Луї, прищеплюючи тому стилістику рококо.
У ранніх творах Давіда — все ті ж античні персонажі, що й на картинах відомих представників панівного стилю, лялькові, манірні («Двобій Марса і Венери», «Діти Ніоби, яких убивають Діана і Аполлон» та ін.) Навіть рання картина «Смерть філософа Сенеки» з трагічним сюжетом — у молодого Давіда лялькова і манірна. Фігурки людей — маленькі, всі метушаться навколо помираючого, жести — занадто театральні, а колорит — солодкавий, як на обгортці цукерки. Глядач забував, що це розповідь про смерть, насправді трагічну подію, а не театральний акт. Існувало безліч подібних картин. Студент Давід декілька разів бере участь в конкурсах на Римську премію, але кожен раз через інтриги в журі її давали іншим претендентам. Нарешті чергова композиція Давіда в стилі рококо з умовно античним антуражем «Ерасистрат відкриває причину хвороби Антіоха» (1774 р.) в четвертому конкурсі принесла Давіду Римську премію і право на подорож до Риму.
Папська столиця, з її грандіозними залишками давньоримських споруд, надзвичайно вплинула на свідомість молодого художника. Суворі руїни, далекі від манірності й декоративності французького рококо, навернули художника до самостійного вивчення історії і нових для нього рис античного мистецтва — по-солдатськи мужніх, величних, суворих, безжальних для слабких духом.
Але навіть у життєписах відомих і мужніх героїв були трагічні сторінки, коли доля позбавляла прихильності й кидала в прірву поневірянь і таких випробувань, що були не менші за випробування боїв і зустрічей із самою смертю. Тоді з'являлись картини на кшталт — «Велізарій просить милостиню», де художник подав останні, трагічні дні колись уславленого полководця, що мимоволі став жебраком.

## Опис твору

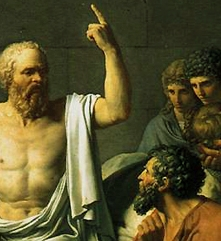
«Смерть Сократа», центр картини, 1787 р.
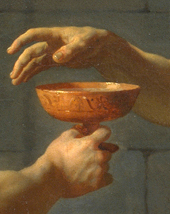
Келих з цикутою

Античність, її література, її образи міцно полонили художника. Чим більше він вивчав давньоримський спадок, тим більше відмовлявся від штучних настанов французького рококо, не здатного відтворити героїчні характери. Тендітні персонажі його ранніх картин зникають, аби поступитися місцем фігурам шляхетної простоти і спокійної величі. Давід позбавляв тепер власні картини кокетування і зайвої театральності. Їх нема і в кінному портреті Станіслава Костки Потоцького, в картинах «Скорбота і горе Андромахи над померлим Гектором, її чоловіком» чи «Смерть Сократа».
Біля оголеної, фортечного вигляду стіни стоїть просте ліжко. На ньому — Сократ, що прощається з власними учнями. Уряд Афін вже засудив філософа, якого звинуватили в зазіханнях на мораль і шкідливий вплив на молодь. Як покарання Сократ повинен або відбути в заслання, або покінчити життя самогубством. Сократ обрав самогубство. Художник контрастно протиставив сувору мужність старого філософа перед смертю — відчаю і метушні учнів навколо нього. Не стримує ридань і той, що вже подав келих з отрутою. Вказівкою на використання античних джерел в картині стала постать філософа Платона, що сидить в ногах Сократа, стримано шкодуючи і сумно відсторонившись від трагічних подій. Він дасть опис останніх хвилин життя Сократа в діалогах «Фідон», які використав художник.
Композиція картини ще не досконало побудована, не всі її частини добре узгоджені, але є досить вдалі групи і жести. Руки Сократа і учня, що подав келих з отрутою, наче новий варіант рук Бога, що вносить життя в Адама на фресці Мікеланджело Буонарроті у Ватикані. Але цей жест в картині Давіда перетлумачений на розкриття зовсім іншої, невтішної події.